# ラグ
ラグ（lag、タイムラグ）とは、人間がコンピュータに命令を入力してから命令が実行・反映されるまでの遅延時間（delay time）のこと。またはコンピュータネットワークの中でパケットが送受信される間に生じる遅延時間。これらに関連してオンラインゲームで発生する遅延のことを指すこともある。

## コンピュータのラグ
アプリケーションからコンピュータに入力を与える（命令を送る）と、コンピュータが反応して入力（命令）を実行する間の遅れ。ディスクの読み書き、画面への表示などレジスタよりも遅い処理を待っている時間など、コンピュータの処理能力の違いによりラグが生じる。周辺装置、ネットワークなどたくさんの入出力を受け入れる場合には、その処理の優先順位の決め方によっても不便を感じることがある。
応答時間、レイテンシ、マルチタスクも参照のこと。

## コンピュータネットワークのラグ
コンピュータネットワークでデータを送受信する際にパケットとしてやり取りをするが、パケットが受信側のコンピュータに届くまでの間には必ず時間差、つまりタイムラグが発生する。
良好な環境同士であれば小さなタイムラグしか発生しないが、通信回線の伝達速度やコンピュータ間の距離によっては大きな時間差が発生する場合がある。特に他の国のコンピュータとやり取りをすると顕著である。
この原因は、電気回路、コンピュータ内部と同じように、電流の速度、コンデンサ・コイルなどによる信号の蓄積・ズレ、バッファメモリなどによる蓄積交換の方式などによる。
特に、往路と復路の通信速度が異なる経路を利用している場合や、往路または復路が輻輳しやすい経路を利用している場合には、往路と復路の遅延の差が激しくなることがある。
また、コンピュータネットワークのそれぞれの計算機の時刻が同期しているとは限らないため、往路、復路の遅延の測定が困難で、どの経路を選択すると遅延が少ないかを決定することが難しい場合がある。

## オンラインゲームのラグ
オンラインゲームではプレイヤーは常にサーバと通信を行っているが、何らかの原因で通信が正常に行われないとラグが発生する。ゲームの仕様にも寄るが、大半のゲームはある程度の通信の失敗を許容しており、通信が復帰した時点でまたゲームを再開する。この場合プレイヤーの行動が瞬間的に行われたり、ゲームが全く動かない、あるいは突然それまでの行動が取り消され巻き戻るといった現象が発生する。
またはサーバとプレイヤーのパーソナルコンピュータの間のコンピュータネットワークでラグが生じていることもあり、この場合はプレイヤーの行動がゲームに反映されるのが非常に遅くなりゲームに影響を与えるなどの現象が発生する。
FPSのようなリアルタイムで操作が必要なゲームでは、ごくわずかなラグでも支障をきたすことがある。その事によりミスなどが多発し、ストレスが溜まる場合もある。

### 主な原因
多くの場合はサーバの処理能力・通信帯域に問題があるとされている。ゲームのプレイヤー数が増加すると比例してサーバにかかる負荷も増大するが、このときに対策が行われていないとラグが発生する。よってサーバの性能にもよるが、プレイヤー数の多いゲームほどラグが起きやすい傾向がある。
また、BOTなどの不正プログラムも原因の一つとされており、それらのプログラムの使用はサーバ側では想定されていない行動を行うことがほとんどのため、サーバに大きな負荷をかけている。そのほか、ゲームのクライアントプログラムそのものに問題があることもある。
サーバやプログラムが原因ではない場合、プレイヤーのパーソナルコンピュータの処理能力や通信速度が不足していることがある。

### 運営側の対応
ラグが起こると普段のようにゲームができなくなるため、プレイヤーは運営側に改善を求めることがあるが、運営側にはラグの対策に消極的な会社もあり、長期にわたってラグが発生しているゲームも存在している。

### 誤用としてのラグ
ことオンラインゲームでのラグは上記の通り通信におけるタイムラグやサーバー側の問題のことを指しており、クライアント側の処理能力不足によるゲームスピードの低下とは別の物であったが、近年ではクライアント側の処理能力不足（例えばCPUやグラフィックカードがゲームの要求する処理速度を満たしていない場合）による入力の遅延もラグと称される場合がある。
その場合快適に動作させるためにはクライアント側での対策が必要となり、上記の通信のタイムラグやサーバーの処理能力不足とは別の問題となるため注意が必要である。